# Wolfgang Jäger (Musiker)
Wolfgang Jäger (* 28. März 1953 in Herne; † 3. Mai 2007 in Hagen), genannt Hunter, war ein deutscher Musiker. Er spielte Bass bei Grobschnitt, The Stripes und Extrabreit.

## Biografie
Wolfgang Jäger wurde 1953 in Herne geboren; die Familie zog später nach Hagen. Jäger erlernte den Beruf des Elektrikers und Ende der 1960er Jahre das Gitarrenspiel, wechselte aber später zum Bass. 1975 wurde er Mitglied von Grobschnitt und gehörte der Gruppe bis 1979 an. Er war anschließend für kurze Zeit Mitglied in Nenas Band The Stripes, von wo aus er zu Extrabreit wechselte.
Nachdem er Extrabreit aus gesundheitlichen Gründen hatte verlassen müssen, arbeitete er an verschiedenen Projekten mit; an der Veröffentlichung eines Tonträgers durch eine Plattenfirma wirkte er jedoch nicht mehr mit. Er starb am 3. Mai 2007 nach langer Krankheit, aber dennoch überraschend, in Hagen.

## Diskografie
Grobschnitt (ohne später veröffentlichte Archivaufnahmen)
- 1975: Jumbo (englisch)
- 1976: Jumbo (deutsch)
- 1977: Rockpommel’s Land
- 1978: Solar Music – Live
- 1979: Merry-Go-Round
- 1980: Volle Molle (live)

Extrabreit
- 1981: Welch ein Land! – Was für Männer:
- 1982: Rückkehr der phantastischen 5!
- 1983: Europa
- 1984: LP der Woche
- 1987: Sex After 3 Years in a Submarine